# L'asso del velocipede
L'asso del velocipede (Crazy Over Daisy) è un film del 1950 diretto da Jack Hannah. È un cortometraggio animato realizzato, in Technicolor, dalla Walt Disney Productions, uscito negli Stati Uniti il 24 marzo 1950 e distribuito dalla RKO Radio Pictures. A partire dagli anni novanta è più noto come Pazzo per Paperina.

## Trama
Con il suo biciclo, Paperino si dirige a casa di Paperina con un regalo. Dopo aver incontrato Pippo, Topolino e Minni, il papero viene infastidito da Cip e Ciop, che cominciano a fargli un sacco di dispetti. Paperino tenta di liberarsene in ogni modo, ma i due scoiattoli non mollano e arrivano persino a distruggergli il biciclo. La cosa fa infuriare Paperino, che si mette a inseguire Cip e Ciop. Dopo averli catturati, torna con loro a casa sua, dove costruisce in fretta e furia un nuovo biciclo, mettendo nelle ruote i due scoiattoli, facendoli correre come criceti, in modo da farsi portare a casa di Paperina. Giunto a destinazione, Paperina esce di casa, nota Cip e Ciop nelle ruote e tira uno schiaffo a Paperino. Paperina chiede quindi a Cip e Ciop cosa sia successo, e loro raccontano falsamente di esser stati brutalmente maltrattati. Lei rimane sbigottita e adirata dal comportamento di Paperino, tanto che non vuole nemmeno vedere il regalo che il fidanzato le ha fatto. Ciò lascia Paperino deluso e perdipiù Ciop gli sottrae il regalo per portarlo a Paperina, mandando in bestia Paperino, il quale si allontana irritato.

## Distribuzione

### Edizione italiana
Il cortometraggio arrivò in Italia il 9 settembre 1973 all'interno del programma Pippo, Pluto, Paperino Supershow. Dopo essere stato distribuito nelle edizioni VHS in lingua originale tra il 1982 e il 1984, il corto fu doppiato nel 1990 dalla Royfilm in collaborazione con il Gruppo Trenta per la riedizione della VHS Pippo, Pluto, Paperino Supershow. Tale doppiaggio, però, è stato solo usato in TV, poiché nel DVD e su Disney+ è stato nuovamente presentato in lingua originale.

### Cinema
- Pippo, Pluto, Paperino supershow (1973)[1][2]

### Edizioni home video

#### VHS
- Cartoon festival II (settembre 1982, riedita nel 1985 con il titolo Cartoon Disney 2)
- Pippo, Pluto, Paperino Supershow (gennaio 1984)[2][5]
- Pippo, Pluto, Paperino Supershow (aprile 1990)[3]

#### DVD
Il cortometraggio è incluso nel DVD Walt Disney Treasures: Semplicemente Paperino - Vol. 3 (privo del doppiaggio italiano).